# Quarto Dottore
Il Quarto Dottore è un personaggio immaginario interpretato da Tom Baker nella serie televisiva britannica di fantascienza Doctor Who.
Si tratta della quarta incarnazione del "Dottore", il protagonista della serie di culto prodotta dalla BBC. Baker interpretò il personaggio dal 1974 al 1981, in sette stagioni consecutive del programma, diventando così il Dottore di più lunga permanenza nella storia di Doctor Who, contando sia la serie classica sia la nuova.
Il Quarto Dottore apparve in 172 episodi (179, contando anche la rigenerazione in Planet of the Spiders e l'abortito episodio Shada) lungo un periodo di sette anni, dal 1974 al 1981. Inoltre, egli tornò anche negli speciali The Five Doctors (tramite spezzoni tratti dall'incompleta Shada) e Dimensions in Time.
È stato l'unico dei Dottori della serie classica del quale furono trasmessi in Italia degli episodi (su RaiUno, a partire dal 6 febbraio 1980, soltanto 26 episodi trasmessi, ciascuno suddiviso in quattro parti, tratti dalla dodicesima e tredicesima stagione). È stato anche l'unico del quale siano state realizzate action figure coeve da parte della Mego appositamente per il mercato europeo, nella linea da 9" comprendente anche il TARDIS, Leela, K9, un Dalek, un Cyberman e il robot gigante dell'avventura Robot.

## Biografia del personaggio

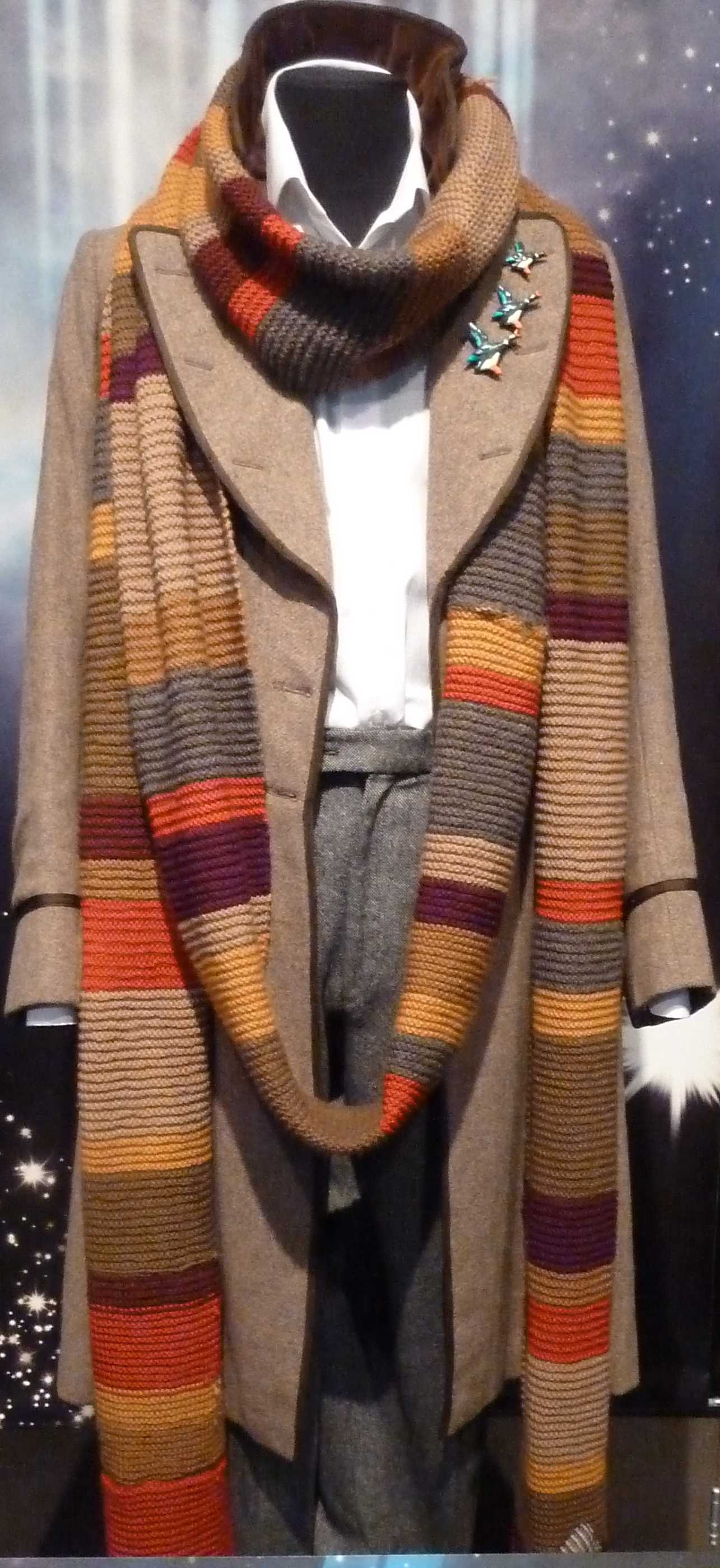
Uno dei vestiti del Quarto Dottore alla Doctor Who Experience a Cardiff

Il Dottore è un Signore del tempo alieno ultracentenario originario del pianeta Gallifrey che viaggia nel tempo e nello spazio attraverso il TARDIS, frequentemente accompagnato da vari compagni di viaggio. Se rimane ferito in modo grave, ha la possibilità di rigenerare il proprio corpo; nel processo, cambiano il suo aspetto fisico e la personalità.                                                                                                                                                                       Questa incarnazione del Dottore viene generalmente ricordata come una delle più conosciute e popolari della serie classica. Nei vari sondaggi condotti da Doctor Who Magazine, Tom Baker perse il titolo di "Miglior Dottore" soltanto in tre occasioni: nel 1990 con Sylvester McCoy (il Settimo Dottore) e due volte in favore di David Tennant (il Decimo Dottore) nel 2006 e 2009. Lo stile eccentrico nel vestire del Quarto Dottore e in particolare la sua caratteristica lunga sciarpa colorata lo resero un'icona immediatamente riconoscibile da parte del pubblico. Il produttore Philip Hinchcliffe ha spesso affermato che l'aspetto "bohémien" del Quarto Dottore e la sua attitudine "anticonformista" furono le qualità che lo resero il beniamino del pubblico più adulto della serie e degli studenti dei college.
Dopo aver contratto un avvelenamento da radiazioni causato dall'esposizione ai cristalli del pianeta Metebelis 3, il Terzo Dottore fa ritorno al quartier generale dello UNIT, dove il Signore del Tempo K'Anpo Rimpoche lo salva grazie alla rigenerazione  (Planet of the Spiders).
Nella sua nuova incarnazione, al Dottore è concesso finalmente di lasciare la Terra per tornare a viaggiare nel cosmo, anche se costretto a continui ritorni sul pianeta a causa del suo coinvolgimento con lo UNIT (con il quale il Terzo Dottore era in stretti rapporti lavorativi). Inoltre, inizia anche ad essere stufo di lavorare per i Signori del Tempo. Nonostante i tentativi di eludere le richieste, i Signori del Tempo continuano a mandarlo in missione per conto loro, includendo anche un tentativo di prevenire la nascita dei Dalek (Genesis of the Daleks), durante il quale incontra per la prima volta Davros. Durante questo periodo, i compagni di viaggio del Dottore sono la giornalista Sarah Jane Smith, con la quale aveva fatto amicizia prima della sua ultima rigenerazione, e, per qualche tempo, il sottufficiale medico dello UNIT Harry Sullivan.
Dopo una battaglia con gli Zygon in Scozia, Harry decide di prendere il treno piuttosto che viaggiare sul TARDIS, per raggiungere Londra dove ha appuntamento con il Dottore e Sarah. Invece i due finiscono sul pianeta Zeta Minor (Planet of Evil), situato ai confini dell'universo conosciuto. Da questo punto in avanti, Sarah ed il Dottore viaggeranno da soli.
L'unione del Dottore con Sarah Jane termina quando egli riceve un messaggio telepatico da Gallifrey, dove gli viene detto che gli umani non sono ammessi sul pianeta. Il messaggio si rivela essere parte di una trappola tesagli dal suo acerrimo rivale il Maestro. Il Dottore viene incriminato per l'omicidio del Presidente del Gran Consiglio dei Signori del Tempo e messo sotto processo. Nel tentativo di sfuggire all'esecuzione (via "vaporizzazione"), il Dottore invoca un'oscura legge e si dichiara egli stesso candidato ufficiale alla carica vacante di Presidente, prendendo così tempo per provare la sua innocenza ed individuare il vero colpevole. Tutto ciò culmina nel resoconto finale con il Maestro (The Deadly Assassin).
Successivamente il Dottore viene visto viaggiare da solo per la prima volta, tornando in un pianeta da lui già visitato secoli prima. Durante la sua precedente visita, egli aveva accidentalmente impiantato il suo stesso schema cerebrale all'interno del potente Xoanon, il computer di bordo dell'astronave di una colonia di umani, lasciando la macchina in preda a disturbi dissociativi della personalità. Nel corso della sua seconda visita, il Dottore viene ora visto come una sorta di divinità malvagia dai discendenti dei primi coloni, diventati la tribù guerriera dei Sevateem. Quando il Dottore aggiusta finalmente il computer, una dei Sevateem, Leela, si unisce a lui nei suoi viaggi (The Face of Evil).
In seguito, il Dottore e Leela visitano il centro medico Bi-Al Foundation, dove prendono con loro il cane robot K-9 (The Invisible Enemy). Mentre K-9 mostra di avere dei problemi di malfunzionamento, una distorsione temporale trasporta il TARDIS nell'Inghilterra rurale contemporanea. Investigando sulla distorsione, lui e Leela incontrano un'antica presenza ancestrale chiamata Fendahl (Image of the Fendahl). Il Dottore torna poi su Gallifrey e si autoproclama Presidente, basandosi sui risultati delle elezioni svoltesi durante la sua precedente visita. Il tutto si rivela essere solo uno stratagemma messo in atto dal Dottore per sconfiggere un'invasione da parte dei Vardan. Leela e K-9 decidono di rimanere su Gallifrey. Il Dottore si consola producendo una nuova versione del cane K-9, la Mark II (The Invasion of Time).
Poco dopo, il potente Guardiano Bianco assegna al Dottore il compito di trovare i sei frammenti delle Chiavi del Tempo, assegnandogli come assistente la giovane Romana. I due visitano una moltitudine di pianeti, incontrando svariate razze aliene amiche e nemiche, riescono a recuperare i sei frammenti e sconfiggono il Guardiano Nero. Dopo la conclusione della vicenda, Romana si rigenera in una nuova forma (Destiny of the Daleks).
Successivamente, il Quarto Dottore e Romana vengono proiettati fuori dell'universo conosciuto in una zona chiamata "Exo-Space". Il TARDIS atterra su un pianeta chiamato Alzerius (Full Circle), dove vengono raggiunti dal giovane Adric. Qui il Dottore distrugge l'ultimo sopravvissuto di una razza di vampiri giganti malvagi che minacciava tutto l'universo. Romana e K-9 II scelgono di restare nell'esospazio per aiutare a liberare una razza messa in schiavitù (Warriors' Gate).
Il Dottore ed Adric hanno appena il tempo di tornare dal viaggio quando viene loro chiesto di aiutare il popolo del pianeta Traken da una creatura chiamata "Melkur". Su Traken, Adric e il Dottore vengono presentati all'aristocratica Nyssa. Sia Nyssa che suo padre, Tremas, aiutano il Dottore contro Melkur, che si rivela essere un altro TARDIS controllato dal Maestro. Egli viene sconfitto, ma riesce ad impadronirsi del corpo di Tremas, reincarnandosi in lui.
Preparandosi per partire alla volta di Logopolis, il Dottore scopre che il pianeta è stato assoggettato dal Maestro. È però costretto dagli eventi ad allearsi con lui per contrastare il diffondersi dell'entropia che annienterebbe l'universo. Tuttavia, quando il Maestro cerca di prendere il controllo della stessa al fine di servirsene per i propri malvagi scopi, il Dottore cerca disperatamente di impedirglielo, e resta gravemente ferito nell'impresa arrampicandosi e cadendo dal Pharos Project Radio Telescope. Adric, Nyssa, e Tegan assistono all'agonia del morente Dottore fino a quando egli si rigenera nel Quinto Dottore.

## Personalità
Il Quarto Dottore è uno dei più imprevedibili dal punto di vista caratteriale, apparentemente più distante e "alieno" delle sue precedenti incarnazioni.
Nonostante gli ovvi momenti comici, e i vari siparietti surreali del personaggio, il Quarto Dottore sembra essere più distaccato e triste dei suoi predecessori. In alcune situazioni, egli è in grado di diventare intensamente meditabondo, serio ed anche insensibile. Svela inoltre un lato oscuro della sua personalità nell'episodio The Invasion of Time dove sembra giocare in maniera crudele con i Signori del Tempo, dopo la sua nomina a loro Presidente. Dimostra di possedere un forte codice etico e morale, per esempio quando, trovandosi davanti al dilemma se distruggere o meno la razza dei Dalek (in Genesis of the Daleks), afferma che se li annientasse, non sarebbe da giudicarsi migliore di loro.
Allo stesso tempo, sembra essere in grado di momenti di grande affetto e generosità. In The Ark in Space, loda l'indomabilità della razza umana e nelle storie successive dichiara che la Terra è il suo pianeta preferito (The Stones of Blood). Infine, è il primo dei Dottori a riferirsi ai suoi compagni di viaggio definendoli "i suoi migliori amici".
Nei confronti dei suoi compagni di viaggio, specialmente verso Sarah Jane Smith, è molto protettivo e si comporta come una sorta di figura paterna. In alcune storie, come in Pyramids of Mars, viene svelato che sta avvicinandosi alla mezza età con sentimenti malinconici. Spesso riflette sul suo stato di "outsider" nei confronti della razza umana, e sembra più incline a un'esistenza solitaria (The Deadly Assassin). Non sopporta le persone da lui ritenute stupide, frivole, disoneste, o semplicemente malvagie. Sotto pressione, diventa autoritario ed egocentrico. Mantiene le distanze dai Signori del Tempo, precisando in The Pyramids of Mars che, nonostante provenga da Gallifrey, non si considera uno di loro.
Come in tutte le sue precedenti incarnazioni, preferisce vincere le contese grazie all'intelligenza piuttosto che con la forza. Ciononostante, mostra di essere un abile spadaccino (The Androids of Tara) ed un combattente temibile se provocato.
Una delle relazioni più significative del Dottore inizia durante la sua quarta incarnazione e viene successivamente esplorata durante la sua decima incarnazione. La sua amicizia con Sarah Jane Smith sembra essere più "profonda" rispetto alle relazioni con gli altri compagni di viaggio avuti fino a quel momento.
Il Quarto Dottore ha una passione vera e propria per le caramelle gommose colorate Jelly Babies, e spesso le offre ai suoi compagni di viaggio per stemperare i momenti di tensione.

## Aspetto

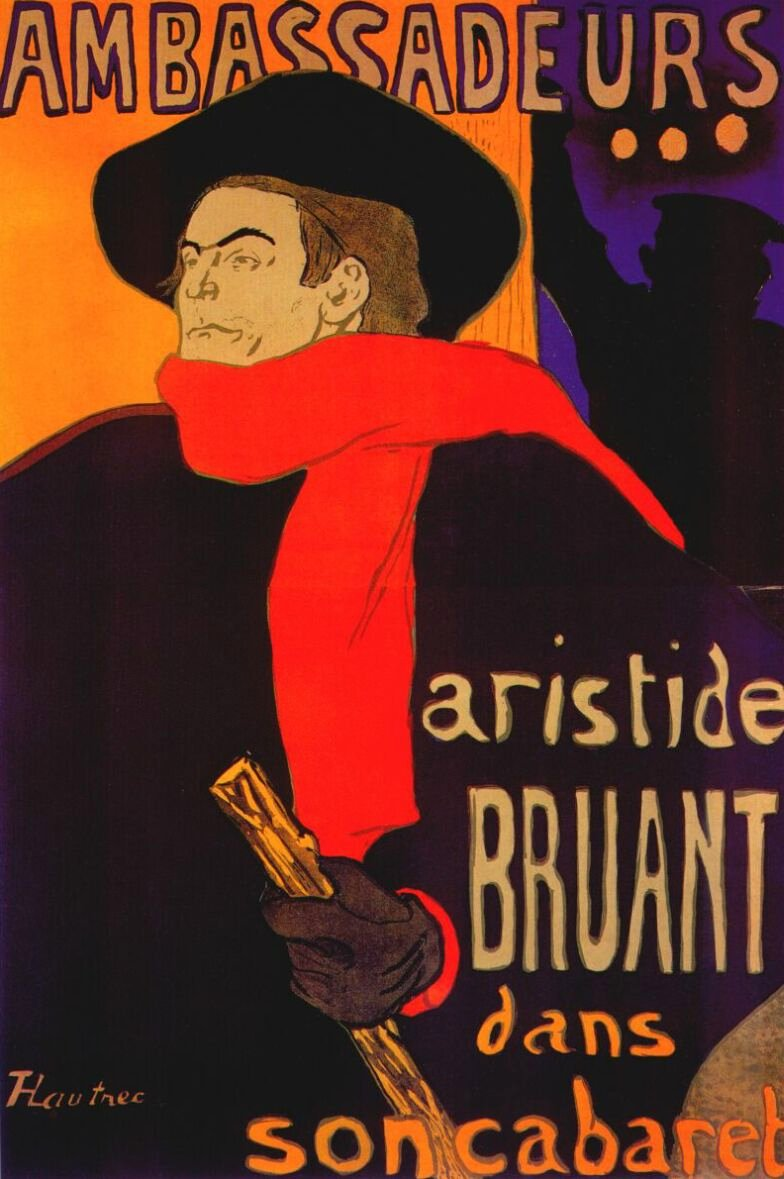
Ritratto di Aristide Bruant di Toulouse-Lautrec, che ispirò il celebre "look" del Quarto Dottore

Alto, con gli occhi sempre sul punto di schizzare fuori dalle orbite, in possesso di una massa di folti capelli scompigliati e di denti sporgenti, l'abbigliamento favorito del Dottore consiste abitualmente in camicia, panciotto, foulard, pantaloni, cappotto (con le tasche piene di oggetti apparentemente inutili che invece si rivelano di capitale importanza quando utilizzati dal Dottore), cappello a larga tesa, e una sciarpa multicolore lunghissima, a suo dire regalatagli da Madame Nostradamus. Quando essa viene danneggiata nella puntata The Ark in Space, il Dottore dichiara con rimpianto di ritenerla "insostituibile".
Secondo Tom Baker, la sciarpa del Dottore fu un'idea del costumista James Acheson.
Secondo quanto riportato dai creatori dello show e da Baker stesso, il look del personaggio venne ideato ispirandosi al dipinto di Henri de Toulouse-Lautrec, che ritrae il suo amico Aristide Bruant, un cantante d'opera e proprietario di nightclub che amava vestirsi con cappello e cappotti neri ed una lunga sciarpa rossa.

## Stile delle storie
Le prime avventure del Quarto Dottore erano caratterizzate da una forte impronta da "horror gotico". Il duo costituito dallo sceneggiatore Robert Holmes e dal produttore Philip Hinchcliffe inserirono citazioni a icone horror del passato quali mummie (Pyramids of Mars), Frankenstein (The Brain of Morbius, Robot), Dr. Jekyll & Mr. Hyde (Planet of Evil), e persino accenni a trasformazioni genetiche (The Ark in Space, The Seeds of Doom) e rapimenti alieni. In queste ultime storie, era presente un'impronta maggiormente science fiction piuttosto che horror.
Il periodo di Hinchcliffe (1974–1977) si rivelò uno dei più controversi nella storia della serie classica, in quanto gli accresciuti elementi horror delle storie e la violenza insita nelle stesse, attrassero critiche da parte della moralizzatrice Mary Whitehouse. La controversia portò il direttore generale della BBC a scusarsi personalmente con la Whitehouse per il finale dell'episodio The Seeds of Doom (1976). Nel 1977 Hinchcliffe venne trasferito alla produzione di serie poliziesche indirizzate ad un pubblico più adulto. Il suo sostituto fu Graham Williams, che si occupò della produzione della quarta stagione di Baker in Doctor Who.
A Williams furono date specifiche istruzioni su come "alleggerire" il tono generale della serie. Tuttavia, le prime tre storie (che erano già state scritte e girate) della quarta stagione non si discostarono troppo dalle tematiche horror precedenti. Il periodo di Williams fu comunque uno dei migliori in termini di indici d'ascolto per il programma. Comprese la puntata con il più alto riscontro di pubblico (la quarta parte del serial City of Death) con un totale di 16.1 milioni di telespettatori in Gran Bretagna. Douglas Adams divenne sceneggiatore capo durante questo periodo ed infuse nella serie il suo stile caratteristico riscontrabile nei dialoghi dei personaggi e nelle storie. Tuttavia, Adams si trovò a dover far fronte a forti riduzioni del budget di realizzazione, ed accettò a malincuore di scrivere il soggetto dell'episodio finale della stagione, intitolato Shada, che però non venne mai completato a causa della mancanza di fondi. Di conseguenza, Williams lasciò lo show, insoddisfatto del ridimensionamento generale al quale era stata sottoposta la serie nonostante il buon successo riscosso.
Per la diciottesima stagione, John Nathan-Turner divenne il produttore esecutivo di Doctor Who. Introdusse subito dei cambiamenti nella serie, smorzando i toni comici per orientarsi su tematiche più fantascientifiche. Durante questa stagione, il Quarto Dottore divenne una figura molto più malinconica. Baker iniziò la stagione in cattivo stato di salute, finendo in seguito anche ricoverato in ospedale.
Tutto questo portò all'abbandono della serie da parte di Baker, che terminò la sua permanenza in Doctor Who con la storia Logopolis (1981).

## Apparizioni successive
Il Quarto Dottore riapparve nella serie in occasione dello speciale per il ventesimo anniversario The Five Doctors, ma poiché il suo interprete si rifiutó di riprendere il suo ruolo, filmati d'archivio dell'abortito episodio "Shada" furono usati per mostrare il suo rapimento insieme a Romana dal suo flusso temporale: tuttavia è rimasto intrappolato in un vortice temporale, impedendogli di incontrare le altre sue incarnazioni. Fece un breve cammeo all'inizio dello speciale Dimensions in Time. 
Ne Il nome del Dottore, egli viene visto brevemente da Clara Oswald aggirarsi nei pressi del TARDIS (clip presa da The Invasion of Time).
Nello speciale per il cinquantesimo anniversario, Il giorno del Dottore (2013), il Quarto Dottore torna nuovamente sotto forma di immagini di repertorio quando le passate e future incarnazioni del Dottore uniscono le proprie forze per salvare Gallifrey. Infine, Tom Baker appare nella scena finale della puntata, nelle vesti di un misterioso curatore museale.

## Riferimenti in altre stagioni diDoctor Who
Immagini del Quarto Dottore sono visibili negli episodi come Earthshock, Mawdryn Undead, Resurrection of the Daleks, Un altro Dottore, L'undicesima ora, Il coinquilino, Incubo Cyberman e I bambini senza tempo, mentre si può ascoltare la sua voce in La quasi gente e appare sotto forma di filmati in L'apprendista mago. Inoltre, il Quarto Dottore appare durante un flashback di Sarah Jane in The Mad Woman in the Attic (episodio dello spin-off Le avventure di Sarah Jane), tramite immagini di repertorio tratte da The Hand of Fear.